# A Magia de Aruna
A Magia de Aruna é uma série de televisão brasileira de fantasia adolescente, criada por Maíra Oliveira e produzida pela Nonstop e Formata Produções e conteúdo para o serviço de streaming Disney+. No Brasil, a primeira temporada de seis episódios da série foi lançada em 29 de novembro de 2023 no Disney+ com direção de Eduardo Vaisman em parceria com Rodrigo Van Der Put e roteiro de Ana Pacheco e Maíra Oliveira.
Conta com as participações de Erika Januza, Cleo, Giovanna Ewbank, Jamilly Mariano, Thiago Voltolini, Caio Manhente e Suzana Pires nos papéis principais.

## Premissa
A trama se desenrola em um mundo onde, há 300 anos, seres mágicos e não mágicos coexistiam em harmonia. No entanto, de forma abrupta, os seres desprovidos de magia tornaram-se gananciosos, iniciando uma perseguição às bruxas com o objetivo de erradicar toda a magia do planeta. Em um Rio de Janeiro contemporâneo e cinzento, atravessando uma crise solar, vive a adolescente Mima (Jamilly Mariano), uma garota que faz de tudo para esconder seu estranho poder de hiperempatia enquanto a magia parece algo cada vez mais distante.
Ao participar de uma importante competição, Mima enfrenta um desafio que a faz perder o controle desse misterioso dom. Afastando-se de seus companheiros de equipe, a jovem revela um feitiço realizado há 300 anos, despertando três Bruxas Guardiãs ( Cleo, Érika Januza e Giovanna Ewbank) que, para sobreviver, se disfarçaram de árvores e acabaram adormecidas por tempo demais. Com o retorno das três bruxas ao tempo atual e uma série de eventos desencadeados, Mima precisará da ajuda de seu melhor amigo Ariel (Caio Manhente) para lidar com as demandas escolares e, ao mesmo tempo, entender suas origens.

## Produção

### Desenvolvimento
Em 31 de março de 2022, a Disney+ anunciou o início das gravações da primeira temporada da série. Cleo, Érika Januza e Giovanna Ewbank foram as primeiras anunciadas no elenco, em março de 2022, como um trio de bruxas, bem como Suzana Pires no papel de uma vilã e Jamily Mariano como a protagonista infantil.
A direção fica por conta de Eduardo Vaisman e Rodrigo Van Der Put, com produção realizada por Formata Produções e Conteúdo em parceria com Non Stop.

## Elenco e personagens
| Legenda         | Legenda                              |
| --------------- | ------------------------------------ |
|                 | Creditado no elenco principal        |
|                 | Creditado no elenco recorrente       |
|                 | Creditado como participação especial |
| Does not appear | Personagem ausente                   |

| Principal             |                              |  |
| Erika Januza          | Latifa                       |  |
| Cleo                  | Cloe                         |  |
| Giovanna Ewbank       | Juno                         |  |
| Suzana Pires          | Bruma de Assis               |  |
| Jamilly Mariano       | Mima Sampaio                 |  |
| Caio Manhente         | Ariel                        |  |
| Thiago Voltolini      | Caio Prado Filho             |  |
| Bianca Joy Porte      | Hera                         |  |
| Draysson Menezzes     | Akashi                       |  |
| João Bravo            | Kwame                        |  |
| Felipe Dutra          | Joel                         |  |
| Paula Jubé            | Ana                          |  |
| Renato Liveira        | Fer                          |  |
| Renata Castro Barbosa | Teresa Sampaio (mãe de Mima) |  |
| Antônio Fragoso       | César Sampaio (pai de Mima)  |  |
| João Camargo          | Seu Liberto                  |  |
| Giovanna Rispoli      | Samantha                     |  |
| Enzo Campeão          | Pedro                        |  |
| Sura Berditchevsky    | Paola                        |  |
| Ernani Moraes         | Damião                       |  |
| Elisa Pinheiro        | Elisa                        |  |

### Participações especiais
| Ator/Atriz       | Personagem             |
| ---------------- | ---------------------- |
| Rodrigo Naice    | Professor de Química   |
| Sofia Terra      | Andala                 |
| Vinícius Scribel | Ivo                    |
| Yasmin Londuik   | Clara Competidora      |
| Alfredo Garcês   | Faxineiro              |
| Júlio Freire     | Capitão                |
| Ramon Bellan     | Segurança Gustavo      |
| Tuca Andrada     | Morais                 |
| Vandré Silveira  | Policial               |
| Ademir Emboava   | Hector                 |
| Alex Teix        | Homem da Ordem         |
| Douglas Cantudo  | Homem da Ordem (dublê) |
| Lucas Oradovschi | Lorde da Ordem         |
| Lívia Ottero     | Aluna de Juno          |
| Marjorie Queiroz | Aluna de Juno          |
| Valentina Leão   | Aluna de Juno          |
| Maíra Oliveira   | Mulher em 1723         |
| Ricardo Gadelha  | Estevão                |
| Ana Miranda      | Canô                   |
| Anja Bittencourt | Mulher                 |
| Breno dos Reis   | Dono da Loja           |
| Clara Dantas     | Hera (criança)         |
| Julia Shimura    | Apresentadora          |
| Licínio Januário | Líder África           |
| Murilo Lima      | Akashi (criança)       |
| Tracy Segal      | Líder Oceania          |

## Episódios

### Resumo
| Temporada | Temporada | Episódios | Exibição             | Exibição               |
| Temporada | Temporada | Episódios | Estreia de temporada | Final de temporada     |
| --------- | --------- | --------- | -------------------- | ---------------------- |
|           | 1         | 6         | 29 de novembro 2023  | 29 de novembro de 2023 |

## Lançamento
Em 31 de outubro de 2023, a Disney+ divulgou em suas redes sociais o primeiro trailer de divulgação da série. Em 29 de novembro de 2023, a primeira temporada da série foi inteiramente lançada na plataforma de streaming do Disney+.

## Repercussão

### Resposta da crítica

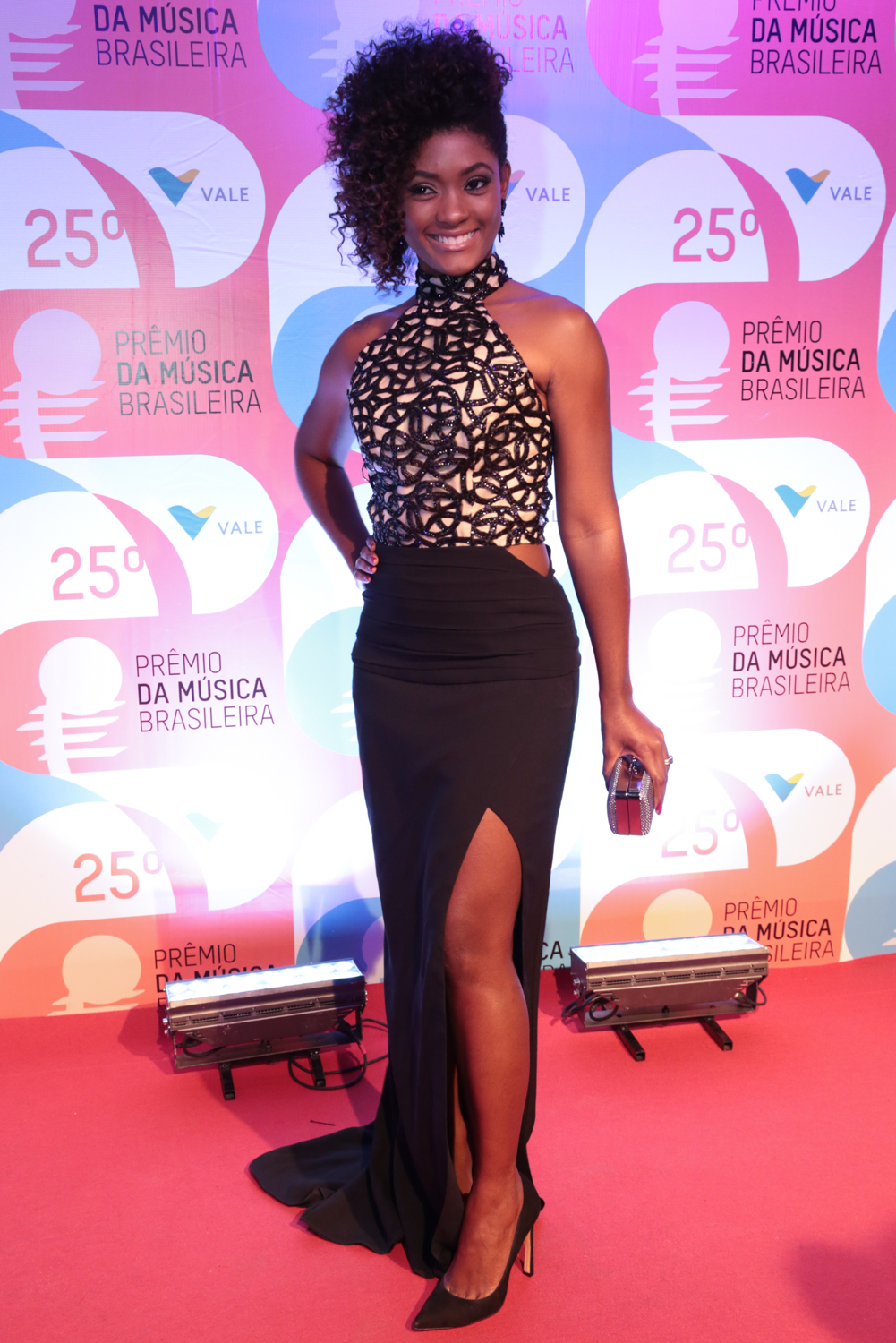
Erika Januza teve sua performance elogiada na primeira temporada da série.

Miguel Morales, do Arroba Nerd, comentou que A Magia de Aruna tenta se vender como uma série para o público jovem, mas acaba ocultando seus problemas sob essa premissa. A série parece destinada ao antigo Disney Channel e agora migrou para a plataforma de streaming para fortalecer o conteúdo nacional. Morales aponta que não é por ser uma produção para jovens que deve ser mal executada. Apesar de entender que o elenco jovem está começando, ele critica as atuações, especialmente das atrizes mais experientes que interpretam as bruxas. Cleo e Giovanna Ewbank foram consideradas insatisfatórias em seus papéis, ao contrário de Erika Januza, que conseguiu se destacar um pouco mais.
Morales observa que a trama é previsível, lembrando outras histórias de heróis como Percy Jackson e Harry Potter. A série apresenta Mima, uma adolescente tímida com poderes mágicos, vivendo em uma cidade onde a magia parece extinta. A mitologia criada até instiga no início, mas não sustenta o interesse conforme a série avança. A vilã, interpretada por Suzana Pires, também é descrita como uma caricatura sem profundidade. O enredo inclui rebeldes nômades e uma organização misteriosa, mas ambos são desenvolvidos de forma superficial. Embora os efeitos especiais sejam um ponto positivo, o seriado falha em muitos outros aspectos, resultando em uma experiência pouco envolvente.

Para o CinePOP, Janda Montenegro destacou que A Magia de Aruna, dividida em seis episódios de aproximadamente trinta minutos cada, impressiona pela qualidade dos efeitos especiais e visuais, que tornam o uso da magia pelas personagens convincente. A produção de arte, cuidadosa e detalhada, reforça o ambiente lúdico do tempo presente, criando um contraste marcante com a realidade sem luz da protagonista. A direção de fotografia também se sobressai ao utilizar filtros azuis e laranjas de forma inteligente, realçando os momentos em que, no mundo fictício, não há luz do sol mesmo durante o dia.